# La Piedad

La Piedad é um município do estado de Michoacán no México. Localizado a noroeste do estado nos límites com Jalisco e Guanajuato.Em 2011, seu prefeito foi assassinado.

## Contexto Geográfico
Possui uma área de 271 km². O chefe da cidade de La Piedad está localizado na margem esquerda do rio Lerma, e está localizado em uma altitude de 1,675 m. Tem uma temperatura média de 17°C, portanto, seu clima é temperado, com verões quentes e chuvosos de junho a setembro permanente e uma temporada de inverno mal definido.

### Limites
La Piedad, é conhecida como a Porta norte de Michoacán, rodeando as riberas do río Grande e o rio Lerma, faz límite a noroeste com os municípios de Degollado e Ayotlán em Jalisco; povoados produtores de artesanatos e textil. A norte se encontra a Santa Ana Pacueco pertenecente a cidade de Pénjamo, no estado de Guanajuato. A leste faz límite com o município de Numarán conhecido por fabricar saborosos pães. Ao sul faz límite com os municípios de Zináparo, Churintzio e Ecuandureo, e a oeste com o município de Yurécuaro.

## Locais de interesse

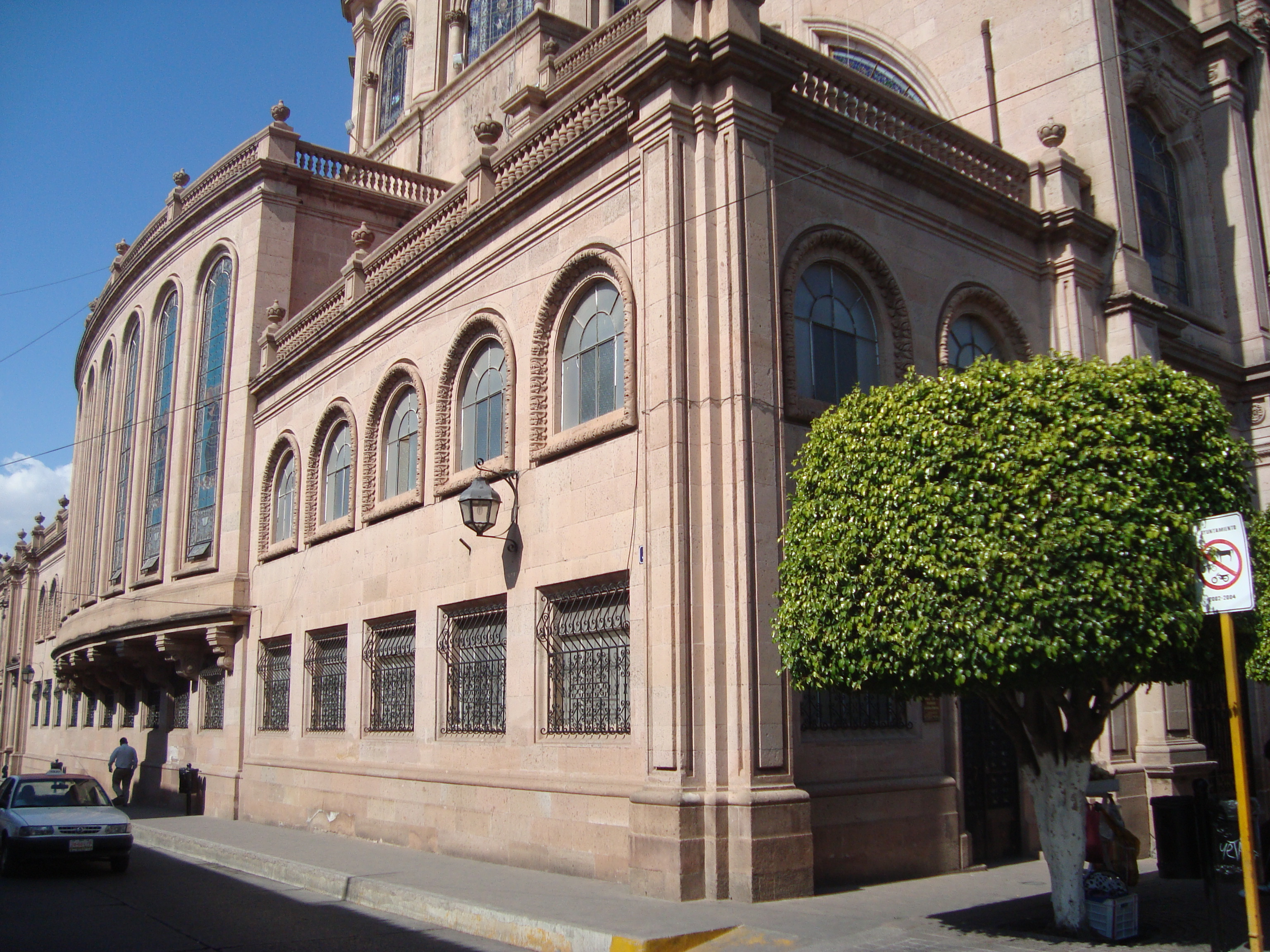
Santuário do Senhor da Piedade.

São pontos turísticos a praça principal, que abriga uma pedreira quiosque magnífico, portais, e o Santuário do Senhor da Piedade. A cúpula da última é o maior em América e está localizado dentro do três maiores do mundo. Cabadas e ponte, uma obra-prima da engenharia de seu tempo, também construída em pedra no século XIX.
Também digno de visita, o templo de San Francisco, o Santuário de Guadalupe, e o Templo da Imaculada Conceição, que é o mais antigo na cidade.
A 17 quilómetros (cerca de 15 minutos) fica a cascata "El Salto" de cerca de 21 m de altura e 130 m de largura, que é formada no decurso da rio Lerma. Uma distância semelhante é uma reserva conhecida como "Cerro Grande", que tem uma magnífica floresta do sopé até o cume. Há alguns parques urbanos e do parque "Morelos" Lazaro Cardenas Park, conhecido entre os  piedadenses como "Chapa" ou o jardim zoológico local. Ele tem todos os serviços turísticos. A cidade é famosa por seus xales coloridos, tecidas em tear de pedal e emendados à mão, mas também o compositor da estatura internacional José Alfredo Jiménez, ainda mais com a música "Black Dog".
Além de cerca de 6 km é a zona arqueológica Zaragoza onde floresceram culturas Chichimecas Guamares. A partir da década de 2010, o governo Federal, estadual e municipal promoveram a realização de trabalho para a abertura ao público destes locais como um protegidas pelo INAH arqueológico, onde há um museu local e um resort. Na mesma época Atualmente também está em construção um parque ecológico metropolitana.
A vida noturna é ativa e variada, especialmente nos finais de semana. Há vários lugares onde se pode dançar ritmos variados, como por exemplo música eletrónica.

## História
De acordo com fragmentos arqueológicos de cerâmica, esculturas de obsidiana, petróglifos (gravuras rupestres), havia assentamentos humanos na área desde os tempos antigos, restos tenham sido localizados principalmente na comunidade que hoje se conhece como Zaragoza, entre outros pontos da área (Potrerillos, Cerro del Muerto).
Existem diferentes versões sobre a origem de La Piedad e seus primeiros colonos, entre as quais encontra-se a versão de Jesus Romero Flores cronista e historiador da Faculdade de Michoacán, Alberto Cazares Carrillo, os dois piedadenses, com a última versão, a mais comprovada.
Segundo a última pesquisa, em tempos antigos, houve um assentamento da tribo Purepecha, caracterizada por ser um povo de agricultores sedentários. A versão anterior divulgava a teoria da existência de tribos Chichimecas, dedicado à caça e coleta.
Não há uma data específica em que tem sob a fundação da cidade, mas promove a versão que foi gradualmente se constituiu como um centro populacional na cidade, com uma mistura racial e cultural, que originou-se com a chegada da miscigenação espanhola de hoje.
Nos parágrafos seguintes, mostra o que poderia ser a evolução de tempos pré-hispânicos até os dias atuais e os nomes pelos quais havia sido chamada.
Passou o século XII, e durante sua longa peregrinação, os asteca fundam ao longo do Grande Rio ou a cidade de Lerma Zula cujo nome significa lugar de codornas.
No ano de 1380 o exército de Tariácuri, rei do povo Purepecha, conquistou o lugar e colocou o nome de Aramutaro, que significa lugar de cavernas. E um 20 de janeiro de 1530, as tropas de Dom Antonio de Villarroel, tenente Nuno de Guzman tomaram posse do lugar, ao qual deram o nome de San Sebastian de Aramutarillo.
A partir de 1530-1687, a cidade de San Sebastian viveu no esquecimento total, e seu povo foi submetido à escravidão e ignorância, mas dois acontecimentos históricos fizeram mudar o rumo dessa aldeia abandonada, um político-jurídico e outro caráter religioso.
O fator religioso se refere à descoberta de uma árvore, sob a forma de Cristo crucificado na véspera de Natal o ano de 1687 na Buena Huerta. Após a descoberta, as cidades circunvizinhas solicitaram a transferência da imagem para que seus templos, e após a realização de três sorteios,  San Sebastian de Aramutarillo foi contemplada.
A partir deste evento, o crucifixo foi chamado de Senhor da Piedade, em honra dos milagres atribuídos a partir de sua descoberta.
O segundo evento histórico que mudou o panorama do Aramutarillo, foi a transferência de autoridades políticas e judiciais de Tlazazalca para Aramutarillo, 
La Piedad subiu para o posto de cidade em 10 de Dezembro de 1831, e pela lei territorial de 27 de abril de 1861 passa a ser chamada de Villa Rivas elevando-se sua classe política. Em 22 de novembro de 1871 foi novamente elevada à categoria de cidade, dando-lhe o nome de La Piedad Cabadas, em honra de José María Cabadas e Davalos.
No século XX, a cidade sofreu com inundações pelo transbordamento do rio Lerma, que teve lugar em 1906, em 1912 e mais tarde em 1954, 1958 e especialmente 1973.
Nas últimas décadas do século XIX, Morelia, Zamora de Hidalgo, La Piedad, Uruapan e Pátzcuaro, nessa ordem, foram as cidades com o maior número pessoas no estado.

## Política

### Presidentes municipais
- 1940-1941   PRI  Ezequiel Martínez Aguilar
- 1942        PRI  Dr. Rafael Aceves Alvarado
- 1943 PRI Roberto Chavolla Bermúdez
- 1944 PRI Miguel Camarena Pérez
- 1944-1945 PRI Antonio Licea Luna
- 1946 PRI Manuel Rodríguez Guillen
- 1946 PRI Ángel Pichardo
- 1947 PRI José Arroyo Domínguez
- 1948 PRI J. Reyes Rojas
- 1949-1950 PRI José Villegas Hernández
- 1951 PRI Luis Trillo Meza
- 1952 PRI Carlos Ávila Escoto
- 1953 PRI Luis Trillo Meza
- 1954 PRI Carlos López Gallegos
- 1955 PRI Ing. José García Castillo
- 1956 PRI Agustín Belmonte Belmonte
- 1957-1958 PRI Lic. Pedro Elorza Aguilar
- 1959 PRI Ricardo Guerrero Celedón
- 1960-1961 PRI Benjamín Torres Rojas
- 1962 PRI José Villegas Hernández
- 1963-1964 PRI Dr. Javier García Castillo
- 1965 PRI Agustín Belmonte Munguía
- 1966-1968 PRI José Luis Fernández Alba
- 1969-1971 PRI Lic. Rodolfo Ramírez Trillo
- 1972-1974 PRI Dr. Marco Antonio Aviña
- 1975-1976 PRI Arq. Pablo Aguilera Navarro
- 1977 PRI C.P. Julián Morales
- 1978-1980 PRI Lic. José Vicente Aguilar Rizo
- 1981-1983 PRI Guillermo Alvarado Magdaleno
- 1984-1986 PRI Guillermo Rizo Hernández
- (1986): Profr. Rogelio Baltierra Flores (PRI)
- (1987 - 1989): José Luis Fernández Alba
- (1990 - 1991): Eduardo Villaseñor Peña (PRI)
- (1991 - 1992): Alipio Bribiesca Tafolla (PRI)
- (1993 - 1995): José Adolfo Mena Rojas (PRI)
- (1996 - 1998): Raúl García Castillo (PAN)
- (1999 - 2001): Ramón Maya Morales (PRI)
- (2002 - 2004): Jaime Mares Camarena (PRI)
- (2005 - 2007): Arturo Torres Santos (PAN)
- (2008 - 2011): Ricardo Guzmán Romero  (PAN)
- (2012 - 2015): Hugo Anaya  (PAN)[2]